# Barkeyville
Barkeyville é um distrito localizado no estado norte-americano de Pensilvânia, no Condado de Venango.

## Demografia
Segundo o censo norte-americano de 2000, a sua população era de 237 habitantes. 
Em 2006, foi estimada uma população de 223, um decréscimo de 14 (-5.9%).

## Geografia
De acordo com o United States Census Bureau tem uma área de 
9,0 km², dos quais 9,0 km² cobertos por terra e 0,0 km² cobertos por água. Barkeyville localiza-se a aproximadamente 444 m acima do nível do mar.

## Localidades na vizinhança
O diagrama seguinte representa as localidades num raio de 16 km ao redor de Barkeyville. 